# 加利福尼亞鎮區 (密歇根州)
加利福尼亞鎮區（英語：California Township）是位於美國密歇根州布蘭奇縣的一個行政鎮區。

## 地方資料
加利福尼亞鎮區的面積為55.20平方千米，當中陸地面積為55.10平方千米，而水域面積為0.10平方千米。根據2020年美國人口普查的數據，當地共有人口1181人，而人口密度為每平方千米21.39人。